# Rosa María Campos Gutiérrez
Rosa María Campos Gutiérrez (Xalapa-Enríquez, Veracruz, 8 de febrero de 1941) es una periodista y política mexicana, miembro del Partido Revolucionario Institucional (PRI). Fue diputada federal de 1979 a 1982.

## Biografía
Es licenciada en Ciencias y Técnicas de la Información por la Universidad Femenina de México, institución en la que también ejerció como docente de Introducción al Periodismo; así como también egreadada de Diseño Escénico y Teatral del Centro Universitario de Teatro de la Universidad Nacional Autónoma de México (UNAM).
De 1964 a 1978 fue reportera y de 1978 a 1981 columnista del diario Ovaciones y de 1964 a 1975 fue reportera de los noticieros de Televisa dirigidos por Jacobo Zabludovsky, como «Su diario Nescafé» y «24 horas». En 1974 fue directora de Relaciones Públicas de la campaña de Rafael Hernández Ochoa a la gubernatura de Veracruz, y luego delegada de la secretaría de Prensa y Propaganda en Veracruz en la campaña presidencial de José López Portillo. De 1976 a 1978 fue directora de Prensa y Relaciones Públicas del Sistema de Transporte Colectivo Metro de Ciudad de México y de 1977 a 1978 fue secretaria ejecutiva de la Unión Nacional de Escritores y Editores; de 1976 a 1979 fue también asesora de la secretaría de Acción Femenil del comité del PRI en el Distrito Federal.
En 1979 fue elegida diputada federal por el Distrito 22 de Veracruz a la LI Legislatura que concluyó en 1982. Ahí fue integrante de las comisiones de Asuntos Editoriales; de Radio, Televisión y Cinematografía; y, del Comité de Información, Gestoría y Quejas. De 1986 a 1989 fue diputada al Congreso del Estado de Veracruz.
Es madre de los periodistas Federico La Mont y Patricia Lamont.